# Cyclops laticauda
Cyclops laticauda is een eenoogkreeftjessoort uit de familie van de Cyclopidae. De wetenschappelijke naam van de soort is voor het eerst geldig gepubliceerd in 1836 door Templeton.